# 2018 à Terre-Neuve-et-Labrador
Chronologie de Terre-Neuve-et-Labrador
- 2014
- 2015
- 2016
- 2017
- 2018
- 2019
- 2020
- 2021
- 2022

Cette page concerne des événements d'actualité qui se sont produits durant l'année 2018 dans la province canadienne de Terre-Neuve-et-Labrador.

## Politique
- Premier ministre : Dwight Ball, Libéral, depuis le 14 décembre 2015
- Chef de l'Opposition (en) : Paul Davis, progressiste-conservateur,  depuis le 14 décembre 2015
- Lieutenant-gouverneur : Frank Fagan puis Judy Foote
- Législature (en) : 48e (en)

## Événements
- 28 mars : le ministre des Finances, Tom Osborne, dépose le budget de la province pour l’exercice 2018-2019[1].
- 8 avril : la députée provinciale de Saint-John-Centre Gerry Rogers est élue cheffe du Nouveau Parti démocratique de Terre-Neuve-et-Labrador et elle devient la première homosexuelle à dirige un parti politique dans la province.
- 28 avril : L'Élection à la chefferie du Parti progressiste-conservateur (en) choisi Ches Crosbie pour le nouveau chef de ce parti.
- 3 mai : Judy Foote devient Lieutenant-Gouverneur.